# Torfajökull
Torfajökull – kompleks wulkaniczny w południowej Islandii, położony na północ od lodowca Mýrdalsjökull i na południe od jeziora Þórisvatn. Jego najwyższy wierzchołek wznosi się na 1280 m n.p.m. W kompleksie wyróżnia się kaldera o szerokości 12 km, która uformowała się w plejstocenie. Ostatnią erupcję na tym terenie odnotowano w 1477 roku w północnej części kaldery. Wewnątrz kaldery ma miejsce wzmożona aktywność geotermiczna na obszarze o powierzchni 130–140 km².
Południowo-wschodni fragment kompleksu częściowo przykrywa czapa lodowca również noszącego nazwę Torfajökull. Powierzchnia lodowca to 15 km² i jest to dwunasty pod względem wielkości lodowiec Islandii.